# Loir
Loir je řeka na severozápadě Francie (Pays de la Loire, Centre-Val de Loire). Délka řeky je 311 km. Plocha jejího povodí měří 7300 km².

## Průběh toku
Teče převážně kopcovitou rovinou a na dolním toku Loirskou nížinou. Ústí zleva do Sarthe.

### Přítoky
| levé: - Conie - Aigre - Dême - Fare - Maulne - Marconne | pravé: - Thironne - Ozanne - Yerre - Egvonne - Braye - Veuve |

## Využití
Vodní doprava je možná do vzdálenosti 120 km od ústí. Na řece leží města Châteaudun a Vendôme.